# Kvarteret Medea

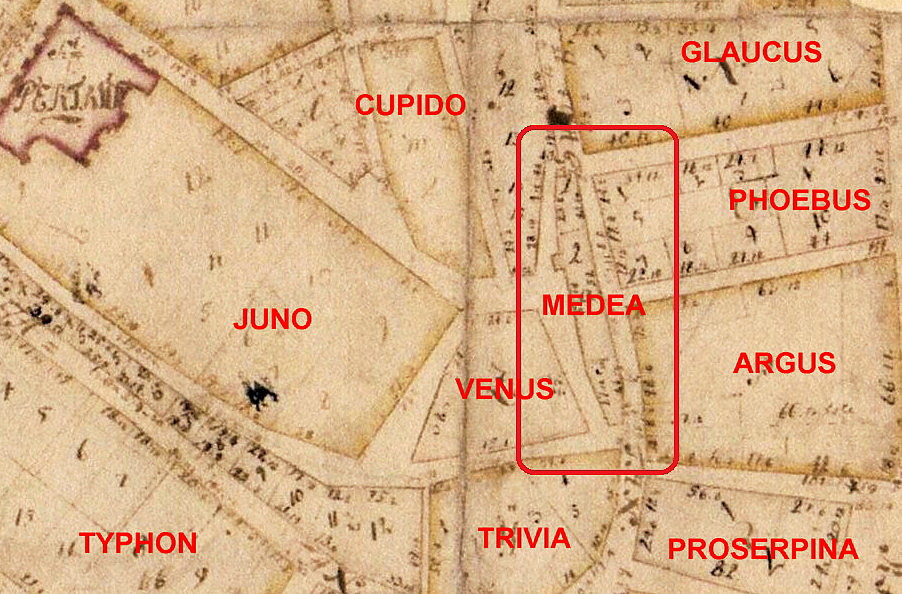
Kvarteret Medea med omgivning, 1716.

Kvarteret Medea var ett långsmalt kvarter mellan Österlånggatan och Södra och Norra Benickebrinken i Gamla stan, Stockholm. I kvarteret hade Jören Benick sitt värdshus Solen som existerade från 1500-talets mitt och i på 1800-talets slut, då kvarteret revs. På platsen finns idag en av Stockholms offentliga toaletter.

## Namnet

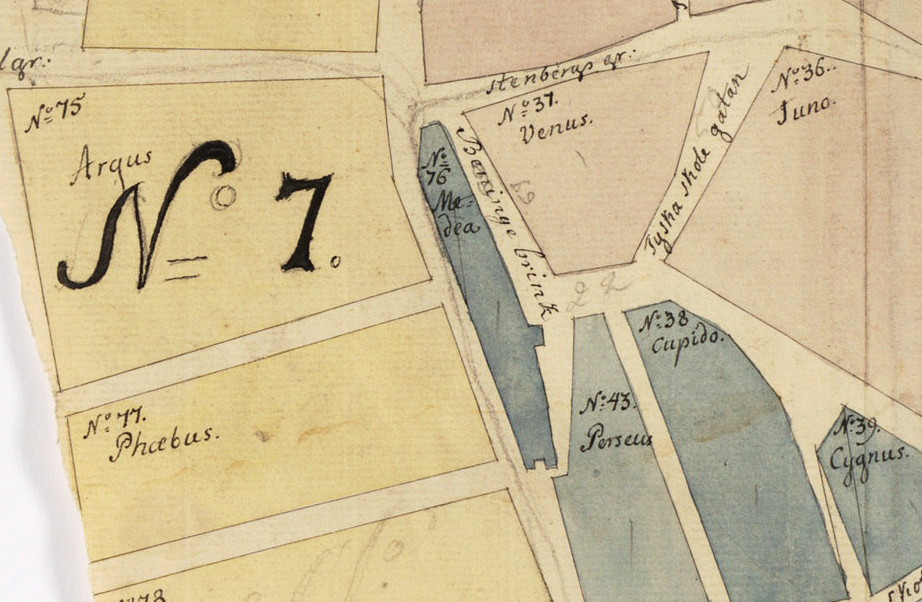
Kvarteret Medea 1733 (norr är nedåt).

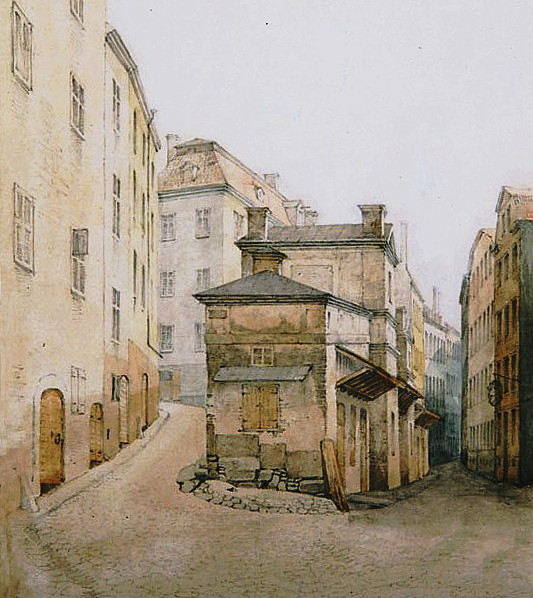
Kvarteret Medea med Södra Benickebrinken till vänster och Österlånggatan till höger.
Akvarell av Gustaf Wilhelm Palm 1864.

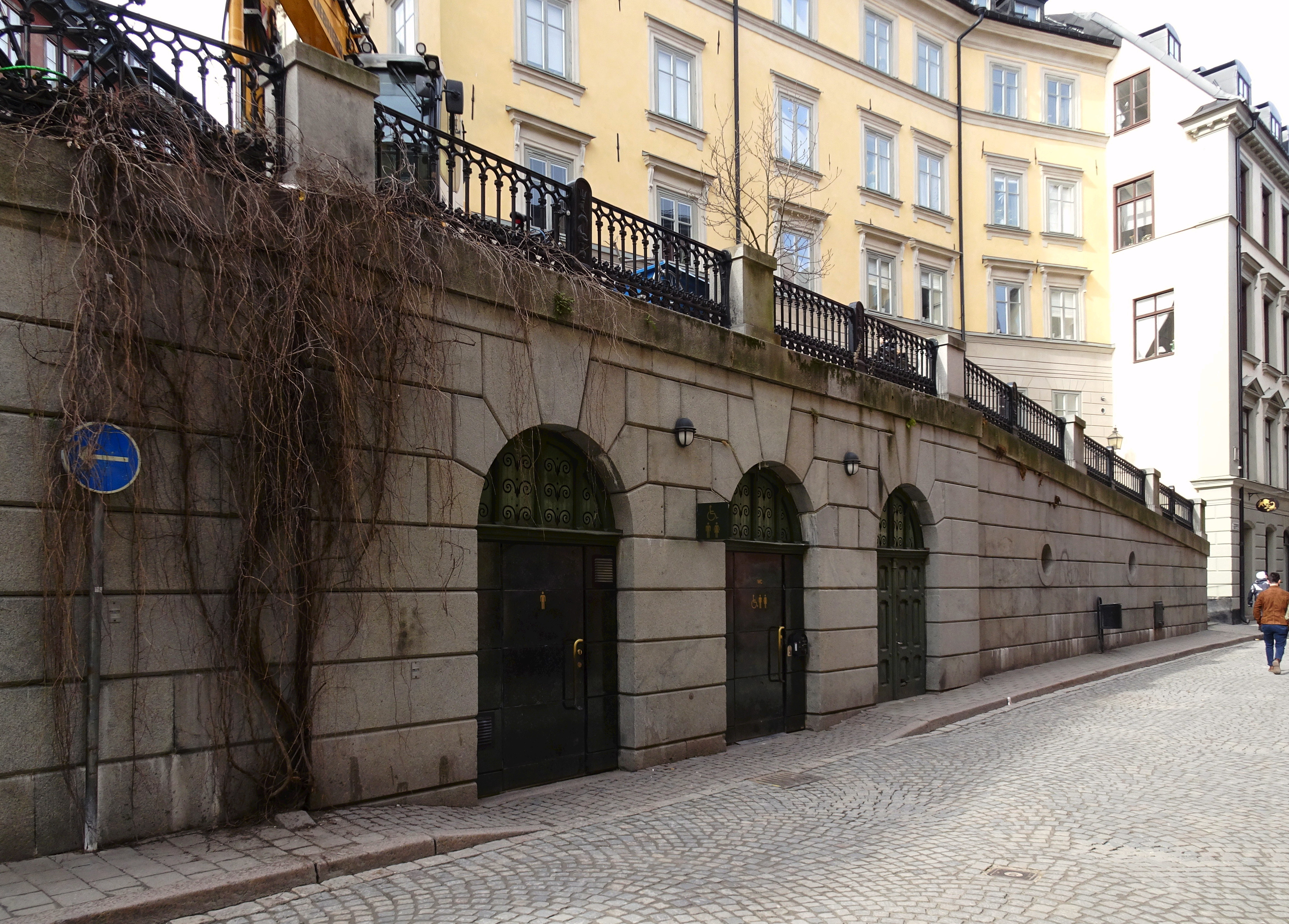
Sedan 2005 finns offentliga toaletter på Medeas tidigare plats.

Medea var en trolldomskunnig kvinna i grekisk mytologi. Hon förälskade sig i argonauternas ledare Jason och hjälpte honom att röva det gyllene skinnet. Jason eller Iason har också givit namn åt ett kvarter i Gamla stan, se kvarteret Iason.

## Historik

### Värdshuset Solen
På 1550-talet hade vintapparen Jören Benick ett värdshus kallat Solen på denna plats som sedermera fick kvartersnamnet Medea. På Petrus Tillaeus karta från 1733 har det nummer 76 Medea. Liksom det rivna kvarteret Aceton något längre norrut, upptog Medea den stora nivåskillnaden mellan den lägre Österlånggatan och de högre belägna Svartmangatan respektive Baggensgatan som går uppe på den gamla åsen. År 1564 omtalas ett hus som låg wiid Swartmunka brincken twerth vtöffver Jörenn Benekes huss och 1605 ett hus som låg i Jören Benichsons brinck.
Jören Benicks värdshus övertogs i slutet av 1500-talet av två av hans hustrus sonsöner, Valentin Nilsson (död 1638) och Hans Nilsson Benick (död 1639). Den senare omnämns som stadens officiella gästgivare från 1604 till 1614. Han var även en av borgerskapets 48 äldste och borgmästare i Stockholm 1624. Under hans tid som gästgivare härbärgerades flera av hovets utländska gäster och främmande sändebud.
Efter Hans Nilsson Benick övertog brodern Vallentin titeln som officiell gästgivare fram till 1621 och ytterligare två gånger mellan 1621 och 1627 samt mellan 1635 och 1638. När Vallentin Nilsson var officiell gästgivare omnämns en delegation från en holländsk ambassad som besökte staden på uppdrag av Gustav II Adolfs. Besöket beskrev sina intryck från Sverige och Stockholm enligt följande: Kommande hit till staden blef kanonen till dess hedrande afskjuten, och vordo deras värdigheter af Hans Majestäts herr amiral ledsagade upp i staden, till Gyllene solen, hos Valentin Nilses, hvarest deras värdigheter alla tre vordo logerade...

### Bebyggelsen
Bebyggelsen i kvarteret bestod av två fastigheter och syns på några äldre illustrationer, bland annat av Gustaf Wilhelm Palm (1864) och Otto August Mankell (1865). Den östra fasaden stod cirka 2,5 meter längre in på nuvarande Österlånggatan, vilket medförde att gatan blev mycket smal här. I bottenvåningen respektive källarvåningen mot Österlånggatan fanns handelsbodar och i övre våningsplanet mot Benikebrinken och Svartmangatan låg värdshuset. Mittemot (Österlånggatan 45) låg krogen Stjärnan, vars skylt syns på Palms och Mankells bild. I slutet av 1800-talet revs kvarteret och den nuvarande terrassen med några källarlokaler under Södra och Norra Benickebrinken anlades. Samtidigt breddades Österlånggatan.
I februari 2001 utförde Stockholms stadsmuseum arkeologiska förundersökningar i källarna under Norra och Södra Benikebrinken samt i Österlånggatan. Anledningen var att Gatu- och fastighetskontoret planerade att inrätta offentliga toaletter i källarna. Man fann dock bara omgrävt åsmaterial och murar från 1800-talets slut. I Österlånggatan påträffades dock murrester 0,4 meter under gatan som sannolikt var en del av den östra ytterväggen till någon av byggnaderna i det rivna kvarteret Medea.